# Кашина Морионе (Алесандрија)
Кашина Морионе је насеље у Италији у округу Алесандрија, региону Пијемонт.
Према процени из 2011. у насељу је живело 15 становника. Насеље се налази на надморској висини од 92 м.